# Uwe Lehmann-Brauns
Uwe Lehmann-Brauns (* 28. August 1938 in Potsdam) ist ein deutscher Jurist und Politiker (CDU). Er war von 1979 bis 2001 sowie von 2004 bis 2016 Mitglied des Abgeordnetenhauses von Berlin, dort 2006 Alterspräsident und von 2006 bis 2011 einer der beiden Vizepräsidenten.

## Ausbildung, Beruf und Familie
Uwe Lehmann-Brauns besuchte in Berlin Volksschule und Gymnasium und studierte Rechtswissenschaften an der Freien Universität Berlin; 1965 wurde er promoviert. Er bekleidete 1967 das Amt eines Attachés im deutschen Auswärtigen Dienst. Ab 1966 war er als Rechtsanwalt zugelassen, seit 1976 als Notar in Berlin. Sein Großvater ist der 1970 verstorbene Kunstmaler Paul Lehmann-Brauns, seine Tochter die Fotografin Anna Lehmann-Brauns.
Lehmann-Brauns betrieb bis Ende 2012 seine Kanzlei zusammen mit dem Ende 2011 kurzzeitig als Berliner Senator für Justiz und Verbraucherschutz amtierenden CDU-Politiker Michael Braun. Die Kanzlei erlangte Bekanntheit, weil Lehmann-Brauns den Kartenanbieter Euro-Cities AG bei dessen umstrittenen Massen-Abmahnungen über viele Jahre vertrat.

## Politik

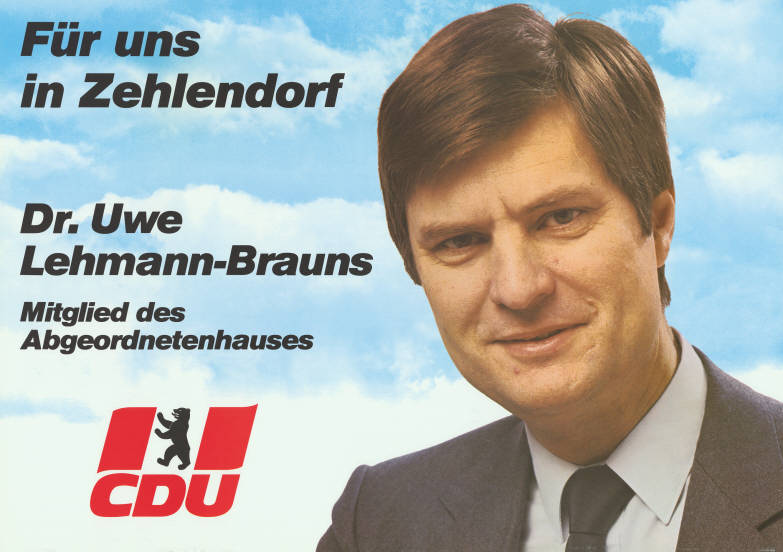
Wahlkampfplakat aus den 1980ern

Uwe Lehmann-Brauns ist seit 1966 Mitglied der CDU, war Ortsvorsitzender in Dahlem und Kreisvorsitzender in Zehlendorf.
Vom 26. April 1979 bis zum 29. November 2001 und erneut vom 23. Dezember 2004 bis zum 27. Oktober 2016 war er Mitglied des Abgeordnetenhauses von Berlin. In der 16. Legislaturperiode war er einer der beiden Vizepräsidenten des Abgeordnetenhauses. Während seiner Mitgliedschaft im Landesparlament war er außerdem kulturpolitischer Sprecher und stellvertretender Vorsitzender der CDU-Fraktion, sowie Mitglied im Ausschuss für Kulturelle Angelegenheiten.
Bei der Bundestagswahl am 27. September 1998 kandidierte er erfolglos im Wahlkreis Nr. 253 (Berlin-Zehlendorf – Steglitz); er unterlag der SPD-Kandidatin Renate Rennebach.

## Weitere Aktivitäten
Lehmann-Brauns ist Mitbegründer des Bürgerbüro e. V. – Verein zur Aufarbeitung von Folgeschäden der SED-Diktatur. Er ist Co-Vorsitzender und Gründungsmitglied der Deutsch-Italienischen-Freundschaftsgesellschaft sowie 2. Vorsitzender des Autorenkreises der Bundesrepublik; zudem war er Gründer der Initiative zur Verleihung der Ehrenbürgerschaft Berlins an den Sänger und Liedermacher Wolf Biermann.
2019 veröffentlichte er in dem Buch „Benns letzte Lieben“ erstmals die Briefe und Telegramme, die Gottfried Benn an die frühere Tagesspiegel-Journalistin Gerda Pfau schrieb. Damit erfüllte er ihren Wunsch, erst posthum als letzte Geliebte Benns bekannt zu werden. In diesem Buch findet sich auch Lehmann-Brauns' Essay über das Verhältnis des späten Benn zu dessen Geliebten, aber auch zu dessen Tochter Nele und dritten Frau Ilse geb. Kaul.

## Ehrung
- 2021: Stadtältester von Berlin

## Veröffentlichungen
- Benns letzte Lieben (Essay, mit erstveröffentlichten Originalbriefen von Gottfried Benn an Gerda Pfau), Verbrecher Verlag, Berlin 2019, ISBN 978-3-95732-381-1
- Die verschmähte Nation, Stuttgart & Leipzig, 2005
- Handbuch mittel-osteuropäischer Kulturmetropolen, Berlin, 1993
- Kreuzberg – zwischen den Unruhen, Berlin, 1988

Beiträge u. a. in folgenden Büchern:
- Von der Wiederkehr des Sozialismus (Hrsg. Christian Striefler, Wolfgang Templin), 1996
- Deutsche Entwürfe – Antworten an Stefan Heym

sowie diverse zeit- und kulturkritische Essays in Zeitungen und im Rundfunk.